# Caldwell Peak
Caldwell Peak är en bergstopp i Antarktis. Den ligger i Östantarktis. Nya Zeeland gör anspråk på området. Toppen på Caldwell Peak är 1 300 meter över havet.
Terrängen runt Caldwell Peak är kuperad åt nordväst, men åt sydost är den bergig. Trakten är obefolkad. Det finns inga samhällen i närheten. 